# U-Bahnhof Laranjeiras

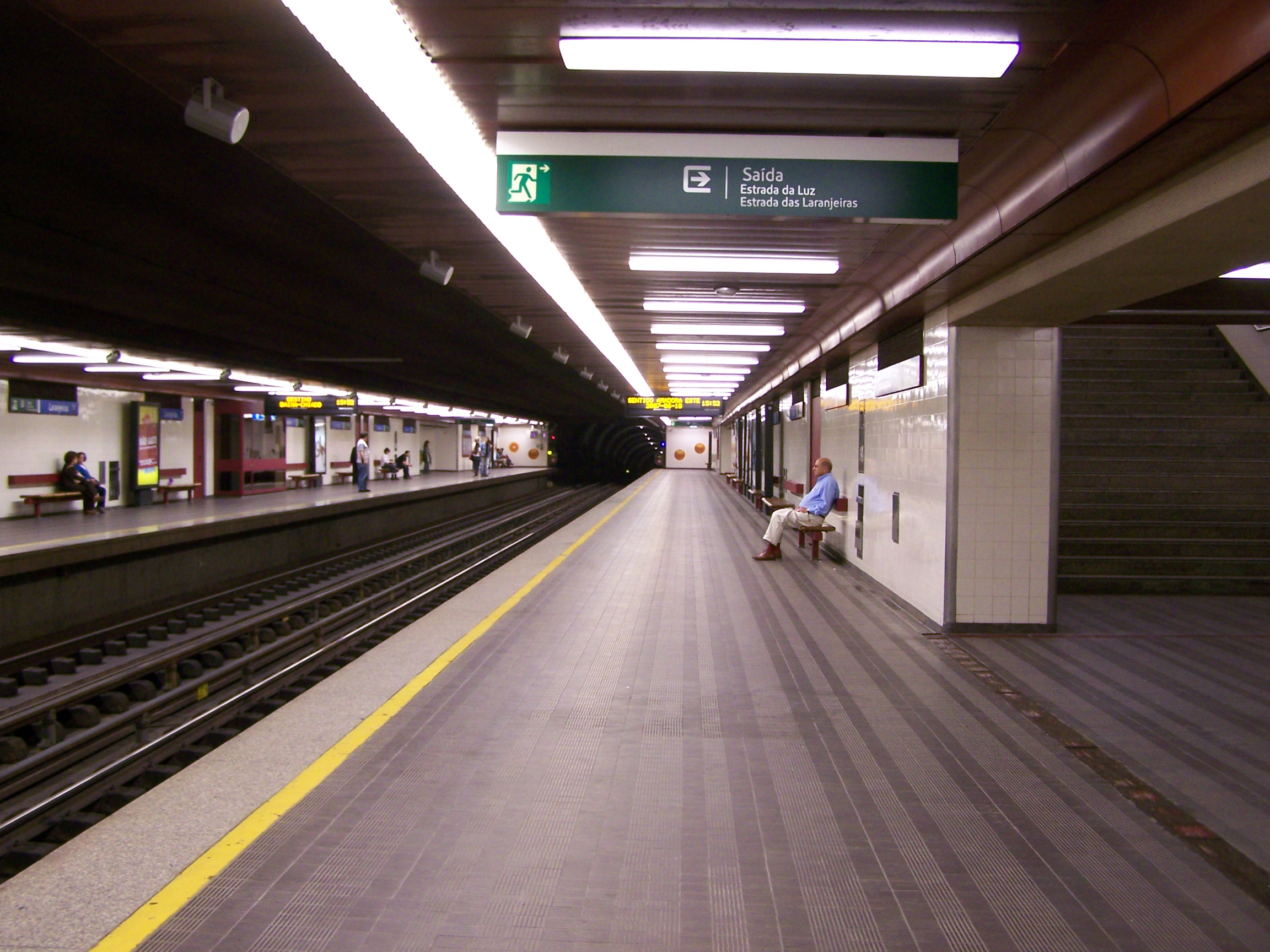
Bahnsteig des U-Bahnhofes Laranjeiras

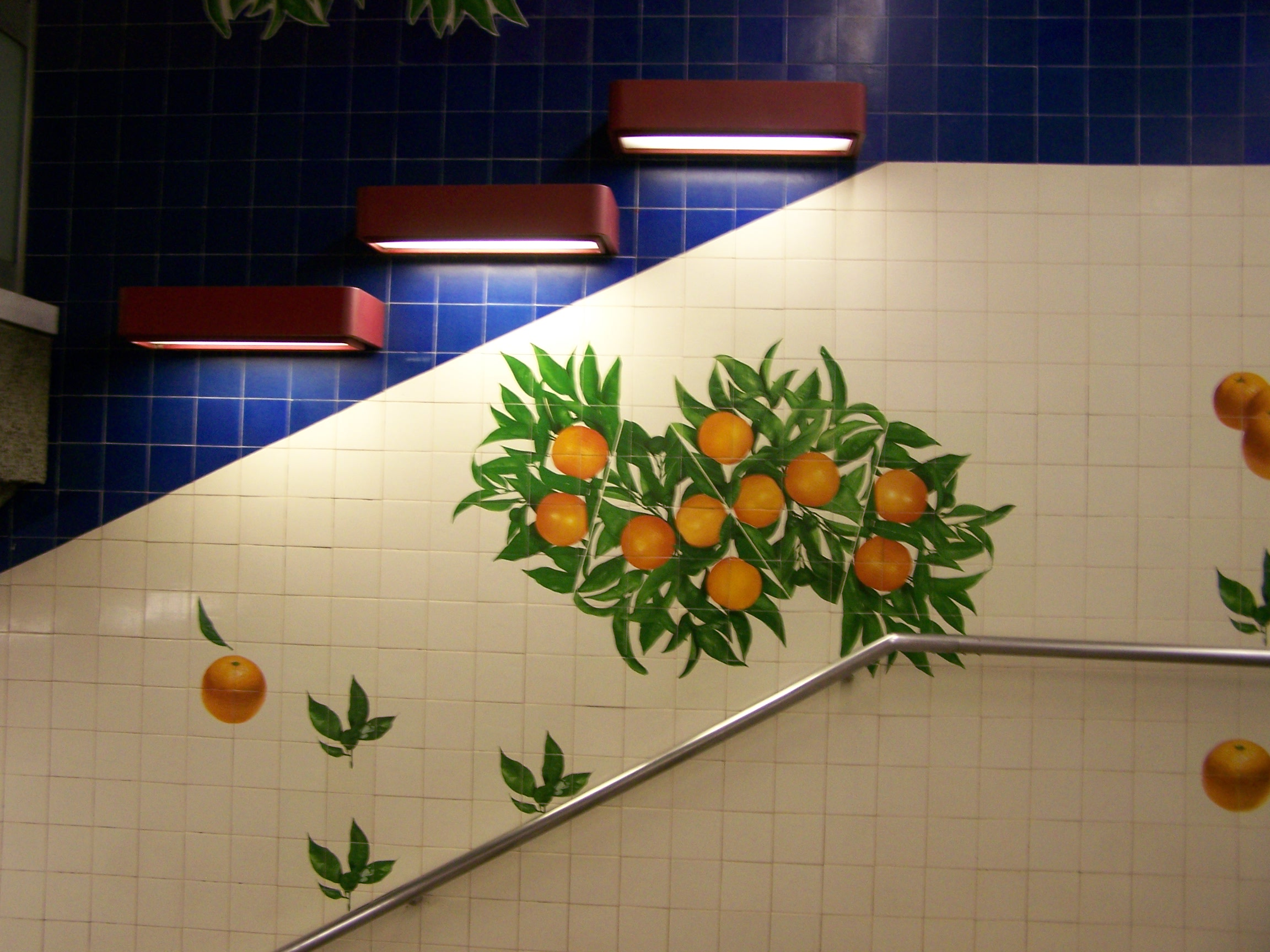
Zahlreiche Orangen und Orangenbäume dominieren die Bahnhofsgestaltung

Laranjeiras ist ein U-Bahnhof der Linha Azul der Metro Lissabon, dem U-Bahn-Netz der portugiesischen Hauptstadt. Der Bahnhof befindet sich unter der Kreuzung der Estrada das Laranjeiras mit der Rua Xavier de Araújo in der Stadtgemeinde São Domingos de Benfica. Die Nachbarstationen des Bahnhofes sind Altos do Moinho und Jardim Zoológico. Der Bahnhof ging am 14. Oktober 1988 als Teil der Verlängerung der Linha Azul nach Colégio Militar/Luz in Betrieb.

## Geschichte
Während der Jahre des Estado Novo und der damit verbundenen Wirtschaftskrise Portugals war die Stadt Lissabon nicht in der Lage, das Metronetz dem Bedarf entsprechend auszubauen – sie beließ es bei Verlängerung der Bahnsteige zahlreicher Bahnhöfe. Nachdem die Zeit der Diktatur jedoch 1974 vorbei war und sich nach und nach die wirtschaftliche Lage Portugals verbesserte, nahm die Stadt sowie die Betreibergesellschaft auch Verlängerungen des Netzes in Angriff. Hauptziel war es die bevölkerungsreichen Viertel im Bezirk Benfica zu erschließen.
Der neue Nordabschnitt der Metro zwischen Sete Rios (heute Jardim Zoológico) und Colégio Militar (heute Colégio Militar/Luz) ging am 14. Oktober 1988 in Betrieb und damit auch der Bahnhof Laranjeiras. Für den Entwurf des Bahnhofes war António J. Mendes verantwortlich, dennoch ähneln sich die drei Bahnhöfe sehr stark. Alle besitzen zwei 105 Meter lange Seitenbahnsteige mit einer relativ niedrigen Decke, die Ausgänge befinden sich in Mittellage. Für die künstlerische Ausgestaltung gewann die Betreibergesellschaft den Maler Rolando Sá Nogueira und den Bildhauer Fernando Conduto. Beide orientierten sich bei der Gestaltung stark am Bahnhofsnamen Laranjeiras, zu Deutsch Orangenbäume, und entwarfen zahlreiche Fliesenbilder mit Orangenbäumen und den dazugehörigen Früchten. Die Fliesen stammen aus der Fábrica Rugo.
Seitdem hat sich am Bahnhof selbst nur noch wenig getan. Da bei der Metro Lissabon der Ausbau des Netzes Priorität hat, ist eine Nachrüstung mit Aufzügen erst mittelfristig wahrscheinlich.

## Verlauf
Am U-Bahnhof bestehen Umsteigemöglichkeiten zu den Buslinien der Carris.
| Linie | Verlauf |
| ----- | --- |
|       | Reboleira – Amadora Este – Alfornelos – Pontinha – Carnide – Colégio Militar/Luz – Alto dos Moinhos – Laranjeiras – Jardim Zoológico – Praça de Espanha – São Sebastião – Parque – Marquês de Pombal – Avenida – Restauradores – Baixa-Chiado – Terreiro do Paço – Santa Apolónia |